# الحزب الديمقراطي التقدمي (ليبيريا)
الحزب الديمقراطي التقدمي هو حزب سياسي في ليبيريا، تأسس عام 2005. وقدم مرشحين في انتخابات 11 أكتوبر 2005.
كان المرشح الرئاسي للحزب، سيكو كونيه، رئيس جماعة الليبيريين المتحدين من أجل المصالحة والديمقراطية خلال الحرب الأهلية الثانية في ليبيريا. حصل كونيه على 0.6٪ من الأصوات في الانتخابات الرئاسية. فشل الحزب في الفوز بأي مقاعد في مجلس الشيوخ أو مجلس النواب.